# Sugar Rush
Sugar Rush é um seriado produzido por Shine Limited e transmitido por Channel 4, baseado num livro de Julie Burchill que tem o mesmo nome que mostra a vida de Kim Daniels, uma adolescente lésbica, que na primeira temporada se muda de Londres para Brighton. A série foi cancelada pelo Channel 4 em abril de 2007